# Purgatory
Purgatory (ang. czyściec) – czwarty singel brytyjskiej heavymetalowej grupy Iron Maiden.
Tytułowy utwór jest przeróbką jednej z pierwszych piosenek Iron Maiden „Floating”. Autorem tekstu i muzyki jest Steve Harris.
Na stronie B płyty znajduje się instrumentalny utwór „Genghis Khan” (ang. Czyngis-chan). Jest to rozbudowana kompozycja z częstymi zmianami rytmu, w jednym z wywiadów ze Steve’em Harrisem nazwanymi „jak zmienianie biegów bez sprzęgła”. Intencją Harrisa było „przedstawić wrażenie i odgłos armii Czyngis-chana idącej do walki”.

## Lista utworów
| 1. | „Purgatory” (Steve Harris)    | 3:20  |
|    |                               |       |
| 2. | „Genghis Khan” (Steve Harris) | 3:07  |
|    |                               |       |
|    |                               | 06:27 |
|    |                               |       |

## Twórcy
- Paul Di’Anno – śpiew
- Dave Murray – gitara
- Adrian Smith – gitara, podkład wokalny
- Steve Harris – gitara basowa, podkład wokalny
- Clive Burr – perkusja